# Lijst van voetbalinterlands Malta - Nederland
Deze lijst van voetbalinterlands is een overzicht van alle officiële voetbalwedstrijden tussen de nationale teams van Malta en Nederland. De landen hebben tot op heden zeven keer tegen elkaar gespeeld. De eerste wedstrijd was een kwalificatiewedstrijd voor het Europees kampioenschap voetbal 1984 op 19 december 1982 in Aken. De laatste ontmoeting, een kwalificatiewedstrijd voor het Wereldkampioenschap voetbal 2026, vond plaats op 10 juni 2025 in Groningen.

## Wedstrijden
| № | № Int NED | Plaats    | Datum            | Competitie           | Wedstrijd         | Uitslag |
| - | --------- | --------- | ---------------- | -------------------- | ----------------- | ------- |
| 1 | 410       | Aken      | 19 december 1982 | EK 1984 kwalificatie | Malta – Nederland | 0 – 6   |
| 2 | 417       | Rotterdam | 17 december 1983 | EK 1984 kwalificatie | Nederland – Malta | 5 – 0   |
| 3 | 473       | Ta' Qali  | 19 december 1990 | EK 1992 kwalificatie | Malta – Nederland | 0 – 8   |
| 4 | 474       | Rotterdam | 13 maart 1991    | EK 1992 kwalificatie | Nederland – Malta | 1 – 0   |
| 5 | 517       | Rotterdam | 29 maart 1995    | EK 1996 kwalificatie | Nederland – Malta | 4 – 0   |
| 6 | 521       | Ta' Qali  | 11 oktober 1995  | EK 1996 kwalificatie | Malta – Nederland | 0 – 4   |
| 7 | 875       | Groningen | 10 juni 2025     | WK 2026 kwalificatie | Nederland – Malta | 8 − 0   |

## Samenvatting
| Competitie      | Totaal gespeeld | Winst Malta | Gelijk | Winst Nederland | Doelsaldo Malta – Nederland |
| --------------- | --------------- | ----------- | ------ | --------------- | --------------------------- |
| WK-kwalificatie | 1               | 0           | 0      | 1               | 0 − 8                       |
| EK-kwalificatie | 6               | 0           | 0      | 6               | 0 − 28                      |
| Totaal          | 7               | 0           | 0      | 7               | 0 − 36                      |

Wedstrijden bepaald door strafschoppen worden, in lijn met de FIFA, als een gelijkspel gerekend.

## Details

### Eerste ontmoeting
| EK 1984 kwalificatie (Aken, West-Duitsland, 19 december 1982): |              | |
| Malta | 0 – 6        | Nederland |
| | goals        | 21' (pen.) Edo Ophof 24' Cees van Kooten 34' Hugo Hovenkamp 39' Dick Schoenaker 50' Dick Schoenaker 71' Cees van Kooten                                                         |
| Victor Scerri | bondscoach   | Kees Rijvers |
| John Bonello Constantino Consiglio 80' Edwin Farrugia John Holland Mario Schembri Joseph Salerno Leli Fabri Emanuel Farrugia Ernest Spiteri-Gonzi Raymond Xuereb 32' George Xuereb | opstellingen | Piet Schrijvers Ben Wijnstekers Michel van de Korput Hugo Hovenkamp Edo Ophof Peter Boeve Dick Schoenaker 66' Gerald Vanenburg 66' René Hofman Cees van Kooten Pierre Vermeulen |
| Michael Degiorgio 32' Mario Farrugia 80' | wissels      | 66' Jurrie Koolhof 66' Ruud Gullit |
| - Debuut van Joseph Salerno (Ħamrun Spartans) voor Malta. - Debuut van René Hofman (Roda JC) voor Nederland.                                                                       |              | |

### Tweede ontmoeting
| EK 1984 kwalificatie (Rotterdam, Nederland, 17 december 1983): |              | |
| Nederland | 5 – 0        | Malta |
| Gerald Vanenburg 18' Ben Wijnstekers 29' Frank Rijkaard 71' Peter Houtman 81' Frank Rijkaard 90'                                                                     | goals        | |
| Kees Rijvers | bondscoach   | Victor Scerri |
| Piet Schrijvers Ben Wijnstekers Ruud Gullit Edo Ophof Peter Boeve 69' Willy van de Kerkhof Ronald Koeman Gerald Vanenburg Bud Brocken Peter Houtman Erwin Koeman 46' | opstellingen | John Bonello Emanuel Farrugia Edwin Farrugia Norman Buttigieg John Holland Mario Schembri 86' Ray Farrugia Leli Fabri 78' Simon Tortell Michael Degiorgio Silvio Demanuele |
| Frank Rijkaard 46' Michel Valke 69' | wissels      | 78' Mario Farrugia 86' Alex Azzopardi |
| | gele kaarten | 62' John Bonello 65' Ray Farrugia |

### Derde ontmoeting
| EK 1992 kwalificatie (Ta' Qali, Malta, 19 december 1990): |              | |
| Malta | 0 – 8        | Nederland |
| | goals        | 8' Marco van Basten 19' Marco van Basten 23' Marco van Basten 52' Aron Winter 59' Dennis Bergkamp 64' Marco van Basten 65' Dennis Bergkamp 81' (pen.) Marco van Basten |
| Horst Heese | bondscoach   | Rinus Michels |
| David Cluett Edwin Camilleri 46' Joe Camilleri Joe Galea Chris Laferla Silvio Vella David Carabott Michael Degiorgio Charles Scerri 70' Carmel Busuttil Raymond Vella | opstellingen | Hans van Breukelen Jerry de Jong Frank de Boer Danny Blind John van 't Schip Jan Wouters 66' Ruud Gullit 46' Erwin Koeman Dennis Bergkamp Marco van Basten Bryan Roy   |
| Hubert Suda 46' Jesmond Zerafa 70' | wissels      | 46' Aron Winter 66' John van den Brom |
| Charles Scerri 8' | gele kaarten | |
| - Debuut van John van den Brom (Vitesse) voor Nederland. |              | |

### Vierde ontmoeting
| EK 1992 kwalificatie (Rotterdam, Nederland, 13 maart 1991): |              | |
| Nederland | 1 – 0        | Malta |
| Marco van Basten 32' (pen.) | goals        | |
| Rinus Michels | bondscoach   | Horst Heese |
| Hans van Breukelen Danny Blind Marciano Vink Frank de Boer 46' Jan Wouters Ruud Gullit John van 't Schip Richard Witschge Dennis Bergkamp Marco van Basten Bryan Roy 68' | opstellingen | Reginald Cini Chris Laferla Edwin Camilleri Silvio Vella 84' Joe Brincat Joe Camilleri 90' Alex Azzopardi Charles Scerri Ray Vella Michael Degiorgio Jesmond Zerafa |
| Wim Kieft 46' Gerald Vanenburg 68' | wissels      | 84' Hubert Suda 90' Nicky Saliba |
| - Debuut van Marciano Vink (Ajax) voor Nederland. |              | |

### Vijfde ontmoeting
| EK 1996 kwalificatie (Rotterdam, Nederland, 29 maart 1995):                                                                                           |              | |
| Nederland | 4 – 0        | Malta |
| Clarence Seedorf 38' Dennis Bergkamp 77' (pen.) Aron Winter 79' Patrick Kluivert 84'                                                                  | goals        | |
| Guus Hiddink | bondscoach   | Pietro Ghedin |
| Ed de Goey Stan Valckx Danny Blind Wim Jonk Frank de Boer Aron Winter Clarence Seedorf Marc Overmars Ronald de Boer 77' Dennis Bergkamp Bryan Roy 59' | opstellingen | David Cluett 89' Silvio Vella Richard Buhagiar Joe Galea Michael Woods Joe Camilleri 88' Carmel Busuttil Joe Sant-Fournier Chris Laferla Edwin Camilleri Nicky Saliba |
| Eric van der Luer 59' Patrick Kluivert 77' | wissels      | 88' Gilbert Agius 89' Martin Gregory |
| | gele kaarten | 25' Joe Galea 61' Richard Buhagiar 65' Michael Woods 79' Edwin Camilleri 86' Chris Laferla                                                                            |

### Zesde ontmoeting
| EK 1996 kwalificatie (Ta' Qali, Malta, 11 oktober 1995): |              | |
| Malta | 0 – 4        | Nederland |
| | goals        | 53' Marc Overmars 60' Marc Overmars 65' Marc Overmars 82' Clarence Seedorf |
| Pietro Ghedin | bondscoach   | Guus Hiddink |
| David Cluett Lawrence Attard 70' Joe Brincat Michael Woods Ivan Zammit Carmel Busuttil Nicky Saliba Gilbert Agius 5' David Carabott Richard Buhagiar Chris Laferla | opstellingen | Edwin van der Sar Michael Reiziger 80' Danny Blind Frank de Boer Arthur Numan Richard Witschge Ronald de Boer Clarence Seedorf 65' Youri Mulder Marc Overmars Patrick Kluivert |
| Joe Sant-Fournier 5' Joe Galea 70' | wissels      | 65' Glenn Helder 80' Orlando Trustfull |
| Joe Sant-Fournier 14' | gele kaarten | 59' Patrick Kluivert |

Malta Football Association · A-internationals · Bondscoaches · Statistieken · Maltees vrouwenelftal · Malta U21 · Malta U20 · Malta U19 · Malta U18 · Malta U17 · Malta U16
1957 – 1959 ·
1960 – 1969 ·
1970 – 1979 ·
1980 – 1989 ·
1990 – 1999 ·
2000 – 2009 ·
2010 – 2019 ·
2020 − 2029
1957 · 
1958 · 
1959 · 
1960 · 
1961 · 
1962 · 
1963 · 
1964 · 
1965 · 
1966 · 
1967 · 1968 · 
1969 · 
1970 · 
1971 · 
1972 · 
1973 · 
1974 · 
1975 · 
1976 · 
1977 · 
1978 · 
1979 · 
1980 · 
1981 · 
1982 · 
1983 · 
1984 · 
1985 · 
1986 · 
1987 · 
1988 · 
1989 · 
1990 ·
1991 · 
1992 · 
1993 · 
1994 · 
1995 · 
1996 · 
1997 · 
1998 · 
1999 · 
2000 · 
2001 · 
2002 · 
2003 · 
2004 · 
2005 · 
2006 · 
2007 · 
2008 · 
2009 · 
2010 · 
2011 · 
2012 · 
2013 · 
2014 · 
2015 · 
2016 ·
2017 ·
2018 ·
2019 ·
2020 ·
2021 ·
2022
Albanië ·
Algerije ·
Andorra ·
Angola ·
Armenië ·
Azerbeidzjan ·
België ·
Bosnië en Herzegovina · 
Bulgarije ·
Canada ·
Centraal-Afrikaanse Republiek ·
Cyprus ·
DDR ·
Denemarken ·
Duitsland ·
Egypte ·
Engeland ·
Estland ·
Faeröer ·
Finland ·
Frankrijk ·
Gabon ·
Georgië ·
Gibraltar · 
Griekenland ·
Hongarije ·
Ierland ·
IJsland ·
Indonesië ·
Israël ·
Italië ·
Japan ·
Joegoslavië ·
Jordanië ·
Kaapverdië ·
Kazachstan ·
Koeweit ·
Kosovo ·
Kroatië ·
Letland ·
Libanon ·
Libië ·
Liechtenstein ·
Litouwen ·
Luxemburg ·
Moldavië ·
Nederland ·
Noord-Ierland ·
Noord-Macedonië ·
Noorwegen ·
Oekraïne ·
Oostenrijk ·
Polen ·
Portugal ·
Qatar ·
Roemenië ·
Rusland ·
San Marino ·
Schotland ·
Slovenië ·
Slowakije ·
Spanje ·
Thailand ·
Tsjechië ·
Tsjecho-Slowakije ·
Tunesië · 
Turkije · 
Venezuela · 
Verenigde Arabische Emiraten ·
Verenigde Staten ·
Wales ·
Wit-Rusland ·
Zuid-Afrika ·
Zuid-Korea ·
Zweden ·
Zwitserland
KNVB ·
A-internationals ·
Bondscoaches (m) ·
Topscorers ·
Nederlands vrouwenelftal ·
Bondscoaches (v) ·
Nederland B ·
Olympisch elftal ·
Jong Oranje ·
Nederland –20 ·
Nederland –19 ·
Nederland –18 ·
Nederland –17 ·
Nederland –16 ·
Nederland –15 ·
Nederlands amateurelftal ·
Nederlands zaterdagelftal ·
Jong OranjeLeeuwinnen ·
Vrouwen –20 ·
Vrouwen –19 ·
Vrouwen –18 ·
Vrouwen –17 ·
Vrouwen –16 ·
Vrouwen –15 ·
Militair mannenelftal ·
Militair vrouwenelftal ·
Strandteam ·
Vrouwen Strandteam ·
Futsalteam ·
Vrouwen Futsalteam

EK-wedstrijden ·
WK-wedstrijden ·
Resultaten kwalificaties en eindronden ·
Nederland B-wedstrijden ·
Officieuze wedstrijden ·
EK-wedstrijden vrouwen ·
WK-wedstrijden vrouwen ·
Resultaten vrouwen kwalificaties en eindronden
1905 – 1919 ·
1920 – 1929 ·
1930 – 1939 ·
1940 – 1949 ·
1950 – 1959 ·
1960 – 1969 ·
1970 – 1979 ·
1980 – 1989 ·
1990 – 1999 ·
2000 – 2009 ·
2010 – 2019 ·
2020 – 2029
2015 ·
2016 ·
2017 ·
2018 ·
2019 ·
2020 ·
2021 · 
2022
EK's: 1976 · 
1980 · 
1988 · 
1992 · 
1996 · 
2000 · 
2004 · 
2008 · 
2012 · 
2020 · 
2024
WK's: 1934 · 
1938 · 
1974 · 
1978 · 
1990 · 
1994 · 
1998 · 
2006 · 
2010 · 
2014 · 
2022
OS: 1908 ·
1912 ·
1920 ·
1924 ·
1928 ·
1948 ·
1952 ·
2008
Albanië ·
Andorra ·
Argentinië ·
Armenië ·
Australië ·
België ·
Bosnië en Herzegovina ·
Brazilië ·
Bulgarije ·
Canada ·
Chili ·
China ·
Colombia ·
Costa Rica ·
Curaçao ·
Cyprus ·
DDR ·
Denemarken ·
Duitsland ·
Ecuador ·
Egypte ·
Engeland ·
Estland ·
Faeröer ·
Finland ·
Frankrijk ·
GOS · 
Georgië ·
Ghana ·
Gibraltar ·
Griekenland ·
Hongarije ·
Ierland ·
IJsland ·
Indonesië ·
Iran ·
Israël ·
Italië ·
Ivoorkust ·
Japan ·
Joegoslavië ·
Kameroen ·
Kazachstan ·
Kroatië ·
Letland ·
Liechtenstein ·
Luxemburg ·
Malta ·
Marokko ·
Mexico ·
Moldavië ·
Montenegro ·
Nederlandse Antillen ·
Nigeria ·
Noord-Ierland ·
Noord-Macedonië ·
Noorwegen ·
Oekraïne ·
Oostenrijk ·
Paraguay ·
Peru ·
Polen ·
Portugal ·
Qatar ·
Roemenië ·
Rusland ·
Saarland ·
San Marino ·
Saoedi-Arabië ·
Schotland ·
Senegal ·
Servië en Montenegro ·
Slovenië ·
Slowakije ·
Sovjet-Unie ·
Spanje ·
Suriname ·
Thailand ·
Tsjechië ·
Tsjecho-Slowakije ·
Tunesië ·
Turkije ·
Uruguay ·
Verenigd Koninkrijk ·
Verenigde Staten ·
Wales ·
Wit-Rusland ·
Zuid-Afrika ·
Zuid-Korea ·
Zweden ·
Zwitserland
Argentinië (1978) ·
Argentinië (2006) ·
Argentinië (2014) ·
Argentinië (2022) ·
Australië (2014) ·
Brazilië (2014) ·
Chili (2014) · 
Costa Rica (2014) ·
Denemarken (2010) ·
Denemarken (2012) ·
Duitsland (2012) · 
Ecuador (2022) · 
Frankrijk (2008) ·
Italië (2008) ·
Ivoorkust (2006) ·
Japan (2010) ·
Kameroen (2010) ·
Mexico (2014) · 
Noord-Macedonië (2021) · 
Oekraïne (2021) · 
Oostenrijk (2021) · 
Portugal (2006) ·
Portugal (2012) ·
Portugal (2019) ·
Qatar (2022) ·
Roemenië (2008) ·
Rusland (2008) ·
San Marino (2011) ·
Senegal (2022) ·
Servië en Montenegro (2006) ·
Sovjet-Unie (1988) ·
Spanje (2010) ·
Spanje (2014) ·
Tsjechië (2021) · 
Uruguay (2010) ·
Verenigde Staten (2022) · 
West-Duitsland (1974)